# ریپلای استودیوز
ریپلای استودیوز (انگلیسی: Replay Studios) شرکت بازی ویدئویی آلمانی است، که در سال ۲۰۰۲ تأسیس شد.